# أنتوني ديفيد
أنتوني ديفيد (بالإنجليزية: Anthony David) هو مغني أمريكي، ولد في 4 ديسمبر 1971 في سافانا في الولايات المتحدة.

## وصلات خارجية
- الموقع الرسمي
- أنتوني ديفيد على موقع ميوزك برينز (الإنجليزية)
- أنتوني ديفيد على موقع أول ميوزيك (الإنجليزية)
- أنتوني ديفيد على موقع ديسكوغز (الإنجليزية)